# Jaume I a cavall

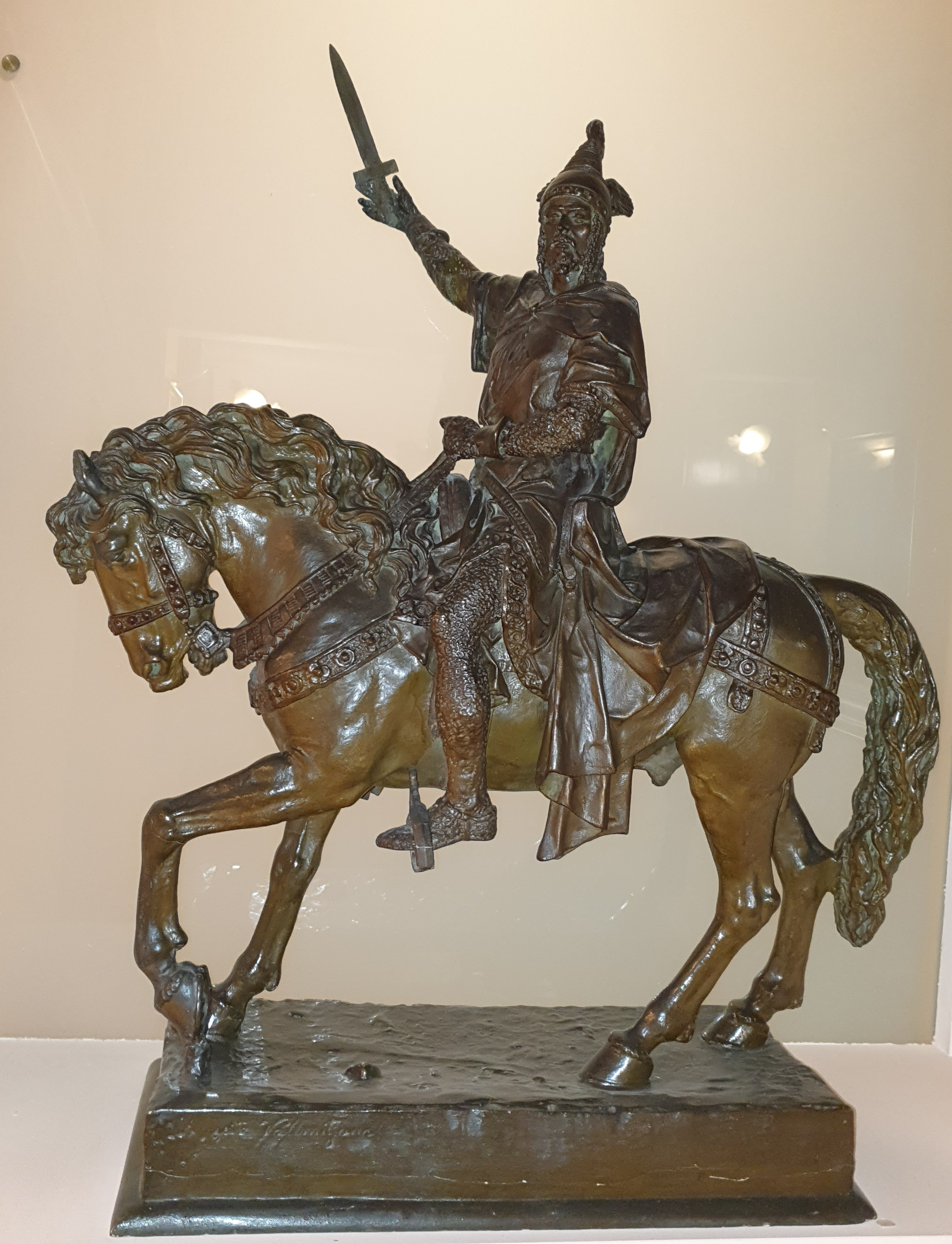
Escultura d'escaiola policromada, realitzada per l'escultor Agapit Vallmitjana i Abarca.

Jaume I a cavall és una escultura del segle xix realitzada per Agapit Vallmitjana i Abarca. Actualment es troba conservada al Museu Abelló de Mollet del Vallès. L'obra representa a Jaume I el Conqueridor muntat a cavall.

## Relació amb el monument de Jaume I d'Agapit Vallmitjana i Barbany
L'any 1882 es firma la conformitat entre l'alcalde de la ciutat de València, José María Sales i Reig i l'escultor Agapit Vallmitjana i Barbany (tiet d'Agapit Vallmitjana i Abarca), per a la realització del monument de bronze del rei Jaume I el Conqueridor. El pare d'Agapit, que també hauria signat, poc temps després cediria tots els drets al seu germà A finals de 1890 es porta a terme la fosa de bronze que acabaria per finalitzar el monument del rei. Destaca la multitud de semblances que trobem entre el monument format per Jaume I i el seu cavall, d'Agapit Vallmitjana i Barbany i l'escultura d'escaiola d'Agapit Vallmitjana i Abarca, la qual fa pensar la possibilitat que el monument d'Abarca es realitzés al llarg del procés de fabricació de Vallmitjana.
Descripció de l'escultura d'Agapit Vallmitjana i Abarca
En aquesta veiem al rei Jaume I el Conqueridor, muntat sobre un elegant cavall, enlairant una espasa que porta a la seva mà esquerra.
Descripció de l'escultura d'Agapit Vallmitjana i Barbany
L'obra de Barbany destaca per la seva monumental gallardia, alçant el seu braç dret, girant el seu torç cap al costat contrari i parant-se, mitjançant les regnes, amb el braç esquerre. El cavall presenta una anatomia proporcionada, amb unes voluminoses crineres i cua a l'estil barroc. Per altra banda, tenim l'obra d'Abarca la qual veiem algunes petites diferències amb l'obra anterior i és que Jaume, en aquest cas, alça l'espasa amb la mà dreta i no la porta guardada a la beina. El cavall, a diferència del monument de Barbany, té la pota dreta davantera aixecada del terra. Dit això, la representació de la posició tant de Jaume I com del cavall de l'obra d'Abarca fa pensar en una possible inspiració per l'obra d'Agapit Vallmitjana i Barbany.